# Promet Italije
Još su stari Rimljani bili poznati po cestogradnji, a Talijani ne zaostaju za njima. Mreža autocesta povezuje gradove sjevernoga dijela Italije i nastavlja se na cestovne mreže Slovenije, Austrije, Švicarske i Francuske, prelazeći preko ili kroz Alpe. Sjever i jug također su povezani dvjema autocestama od kojih jedna, novija, prati dobrim dijelom jadransku obalu, dok druga, mnogo poznatija Autostrada del sole (Autocesta sunca), prolazi kroz Apenine, nastavlja zapadnim padinama Mesinskog tjesnaca i prelazi na Siciliju. Samo na Sardiniji nema autocesta. Italija ima dobro razvijenu željezničku mrežu. Budući da je brdovita zemlja, izgrađeni su mnogobrojni tuneli kroz Apenine, a i prema sjeveru kroz Alpe. Dobar dio teretnog i putničkog prometa obavlja se željeznicom, a posebno je važan tranzitni promet, jer iz talijanskih luka teret dalje kreće u Europu, a iz Europe u cijeli svijet. Italija je dobro povezana zrakoplovnim linijama sa svijetom. Najvažnije su zračne luke Malpensa kraj Milana, otvorena 1998., Linate također uz Milano, zatim Leonardo da Vinci pokraj Rima, te Napuljska zračna luka. Italija je pomorska zemlja, a kako ne bi bila, kad je s tri strane okružena morem i ispružena duboko u Sredozemlje. Najveća talijanska trgovačka luka je Genova, ujedno i jedna od najvažnijih u Sredozemlju. Ostale velike luke su Napulj, La Spezia, Livorno i Trst. Genovska i tršćanska luka važne su tranzitne luke, jer se preko njih ostvaruje kontejnerski i tankerski promet s unutrašnjošću kontinenta. U njima i ostalim lukama razvijen je, osim teretnoga, i putnički promet. Poznati su i talijanski luksuzni prekooceanski brodovi za prijevoz putnika. Važan je i trajektni promet između kopna i otoka, te između Italije i susjednih zemalja na istoku.                                                                                           